# 狭雾号驱逐舰
狭雾号驱逐舰（日语：／ Sagiri ?）是大日本帝国海军的一等驱逐舰。狭雾号是吹雪型驱逐舰（特型）的16号舰，也是绫波型的5号舰，“雾级”（きりクラス）四舰（天雾、朝雾、夕雾、狭雾）之一。

## 舰历
1929年3月于浦贺船渠株式会社起工，1931年1月31日竣工，配置于第8驱逐队。
同年11月，为观摩陆军特别大演习，昭和天皇乘坐战舰榛名前往九州，狭雾成为了御召舰榛名的供奉舰。
1932年5月转至第10驱逐队，与另外两只吹雪型驱逐舰（涟、晓）共同行动。期间作为第四水雷战队所属舰队参加了支那事变。
1939年2月26日，前驻美大使斋藤博在美国死去，美国海军派遣“阿斯特里亚”号重巡洋舰将遗体送还日本。狭雾作为迎接舰队在横滨参加了迎接仪式。
1940年8月第10驱逐队解队，四艘“雾级”驱逐舰转入第20驱逐队，在中国大陆沿岸行动。
太平洋战争开战时隶属第三水雷战队，并参加了对马来群岛的攻略作战(南方作战)。马来亚海战时作为旗舰鸟海的直卫舰行动，12月24日，在栗田健男少将指挥下参加婆罗洲攻略作战，在古晋海湾受到荷兰皇家海军K16号潜艇雷击而沉没。

## 歴代艦長

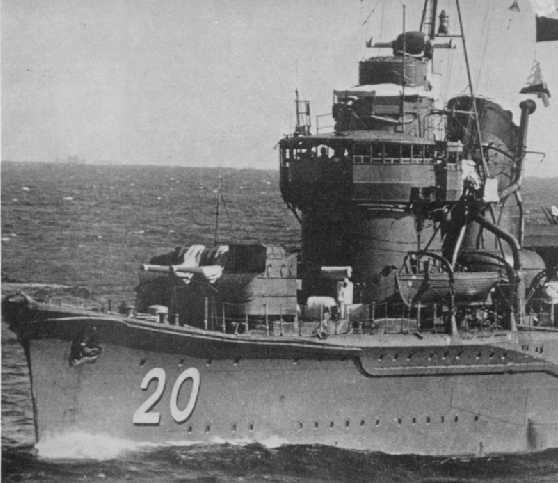
1941年的狭霧号

※见『艦長たちの軍艦史』280-282页。

### 舣装员长
1. 坂野民部 中佐：1930年8月1日 - 1931年1月31日

### 舰长
1. 坂野民部 中佐：1931年1月31日 - 1931年12月1日
2. 清水他喜雄 中佐：1931年12月1日 - 1934年11月15日
3. 西岡茂泰 中佐：1934年11月15日 - 1935年10月31日
4. 荘司喜一郎 少佐：1935年10月31日 - 1936年12月1日
5. 則満宰次 中佐：1936年12月1日 - 1937年12月1日
6. 山本皓 少佐：1937年12月1日 - 1938年6月25日※6月29日病死
7. 小山猛夫 中佐：1938年6月25日 - 1938年7月9日
8. 坪郷悦馬 少佐：1938年7月9日 - 1938年10月15日
9. 磯久研磨 少佐：1938年10月15日 - 1939年11月15日
10. 白浜政七 中佐：1939年11月15日 - 1940年11月15日
11. 杉岡幸七 中佐：1940年11月15日 - 1942年1月15日

## 流行文化
狭雾号在角川游戏开发、DMM.com提供及运营的网页游戏舰队Collection中登场。

## 關聯項目
- 聯合艦隊
- 太平洋战争